# قوام‌آباد (پاسارگاد)
قوام‌آباد (پاسارگاد)، روستایی از توابع بخش مرکزی شهرستان پاسارگاد در استان فارس ایران است.کاروانسرای تاریخی مربوط به دوره قاجاریه در این روستا میباشد این کاروانسرا در حال حاضر در دست مرمت و بازسازی است. روستای قوآم آباد پر رونق ترین بخش از دهستان کمین در زمینه کشاورزی میباشد. سالیانه محصولات کشاورزی زیادی همچون گوجه فرنگی، خیار، کلم پیچ، گندم، لوبیا، برنج و. . . برای مصارف داخل و همچنین صادرات تولید میشود. 

## جمعیت
این روستا در دهستان کمین قرار دارد و براساس سرشماری مرکز آمار ایران در سال ۱۳۸۵، جمعیت آن ۸۵۷ نفر (۱۸۵خانوار) بوده‌است.